# Phát triển cá thể

Các giai đoạn sớm nhất trong quá trình phát triển của phôi người: Phần đầu của phát triển cá thể ở người.

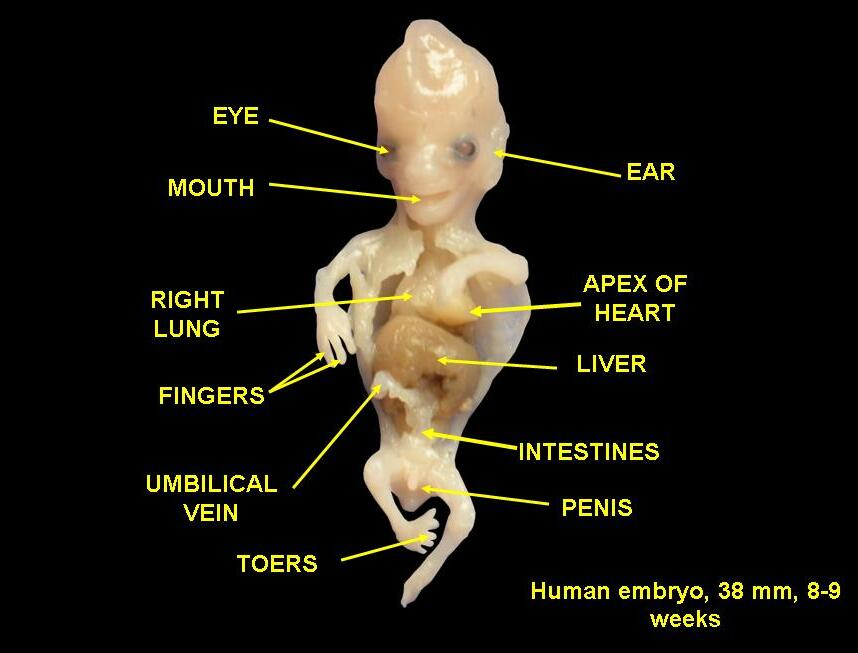
Các phần của một phôi người khoảng 60 ngày tuổi.

Phát triển cá thể (ontogenesis) là tập hợp các cơ chế và quá trình hình thành một cá thể sinh vật từ khi sinh ra, rồi sinh trưởng và phát triển tạo nên cá thể trưởng thành, qua các cơ chế thụ tinh (nếu có), biệt hóa của tế bào, mô và cơ quan và sự phát triển của các hệ cơ quan theo chương trình phát triển của bộ gen quy định và chịu tác động của môi trường ngoài.
Thuật ngữ này trong tiếng Anh là ontogenesis hoặc morphogenesis, dùng để chỉ nguồn gốc và sự phát triển của một sinh vật về cả thể chất và tâm lý (nếu có), thường tính từ hợp tử là thời điểm thụ tinh giữa trứng với tinh trùng đến dạng trưởng thành của sinh vật đó.

## Nội hàm
- Về mặt diễn biến, phát triển cá thể là lịch sử biến đổi các đặc điểm sinh học gồm cả hình thái, giải phẫu, điều hoà gen,... của một cá thể trong chu kỳ sống của loài. Phát triển cá thể là đối tượng chủ yếu trong nghiên cứu của phôi học thuộc sinh học phát triển.
- Khái niêm "phát triển cá thể" (onogeny) khác hẳn với khái niêm "phát sinh chủng loại" (phylogeny) đề cập đến lịch sử tiến hóa của một loài hoặc một đơn vị phân loại.[5][6]
- Tuy nhiên các khái niệm "phát triển cá thể", "phát triển phôi" và "sinh học phát triển" là những khái niệm hoặc lĩnh vực liên quan chặt chẽ với nhau, nên đôi khi những khái niệm này được sử dụng thay thế cho nhau. Khái niệm "phát triển cá thể" cũng đã được sử dụng trong sinh học tế bào để mô tả sự phát triển và phân hoá của các loại tế bào khác nhau trong một cơ thể.[7]
- Trong nhân loại học (anthropology), thì khái niệm này cũng được sử dụng để nói về "quá trình mà mỗi người đều là hiện thân của lịch sử tạo ra chính người đó",[8] hay như Các Mác đã nói "Con người là tổng hoà các mối quan hệ xã hội".

Trong sinh học, khái niệm này chỉ đề cập tới nội dung phát triển cá thể của sinh vật về mặt sinh học (hình thái, sinh lí, di truyền,...).

## Từ nguyên và nội hàm
- Thật ngữ "ontogeny" xuất phát từ tiếng Hy Lạp ὄν, trên (Ὄὄτς, tức ontos) là "bản thể" và hậu tố -geny từ tiếng Hy Lạp -γέγέεαα (geneia, nghĩa là "cách tạo").[9][10]
- Một bài báo năm 1963 của Niko Tinbergen cho rằng "ontogeny" (phát triển cá thể) bao hàm: nhân quả, sống sót và tiến hóa. Đồng thời ông nhấn mạnh rằng các biến đổi ở phát triển một cá thể vừa được kiểm soát từ trong (là "bẩm sinh") nhưng có tác động của các yếu tố môi trường ngoài.[11]